# Балистичка мјерења
Балистичка мјерења су мјереља физичких величина оружја, ради налажења параметара који утичу на његов развој, израду и експлоатацију. За балистичка мјерења се користе методе техничке физике. Специфичности мјерења су веома кратки временски интервали, екстремне вриједности притиска и убрзања, и немогућност директног контакта између мјереног објекта и мјерног уређаја.
По врсти мјерене величине, могу бити унутрашњобалистичка, спољнобалистичка, и мјерења која се врше на оруђима, пројектилима и експлозивима.

## Унутрашњобалистичка мјерења
Мјерење притиска барутних гасова се врши за барутну комору, и тачке дуж цијеви оруђа. Мјери се крешером за индикацију максималног притиска. Постоје и пиезоелектрични давачи притиска (детектори).
Вријеме опаљења оруђа је вријеме од удара ударне игле о капислу до трена изласка пројектила из цијеви. Први детектор је електромеханички или пиезоелектрични и даје импулс кад игла удари о капислу. Други детектор, који може бити фотоелектрични, даје импулс кад пројектил напусти цијев. Хронометар мјери разлику времена.

## Спољнобалистичка мјерења
Мјерење брзине пројектила се изводи на устима цијеви, и на путањи. Мјерило се раније балистичким клатном или хронографом. Данас се врши електронским уређајима, фотоелектричним детекторима, фото-камерама, радаром и слично. Најчешће се користи вријеме које је потребно пројектилу да пријеђе неку фиксну удаљеност, да би се из овог извела брзина.
Вријеме лета пројектила јест вријеме од изласка пројектила из цијеви до његовог проласка кроз одабрану тачку на путањи. Врши се слично мјерењу брзине пројектила.
Ротација пројектила (број обртаја) се мјери електромагнетском индукцијом намагнетисаног пројектила на проводник у близини путање, постављањем ознаке на пројектил и фото-снимањем, и другим начинима.

## Мјерења на оруђима
Мјерење напрезања елемената конструкције се врши мјерним тракама (енгл. strain gauge). Промјена отпора траке, пропорционална напрезању, се даље региструје и обрађује електронским путем. 
Мјерење брзине трзаја оруђа се изводи везивањем мјерне траке једним дијелом за кућиште, а другим за помични дио оруђа. Ова врста мјерне траке ради на принципу елелктромагнетске индукције, па је индукован то већи електрични напон, што је брзина трзаја већа.
Функционисање оруђа или њихових елемената се испитује брзим фото-камерама, којима се може вршити и мјерење брзине трзања.
Притисак ваздушног ударног таласа се мјери због утрвђивања зоне опасне за послугу око оруђа. Користе се пиезоелектрични давачи.

## Мјерења на пројектилима
Вријеме рада упаљача или елемената истог се врши хронометром уз детекторе пиезоелектричног, фотоелектричног, или електромеханичког типа.
Мјерење свјетлосне јачине освјетљавајућих, трасирајућих и сигналних пројектила врши се фотоелектричним путем.

## Мјерења код експлозивних материја
Мјерење брзине детонационог таласа се врши контактним детекторима. Они се састоје од два изолована проводника које кратко споји талас детонације кад наиђе. Брзина се налази из одстојања међу детекторима, и разлике времена у којем су били кратко спојени.
Снимање експлозија се ради да би се одредио настанак и развој детонационог таласа. Снима се ултрабрзим камерама.